# Pehr Staaff (1776–1846)
Pehr Staaff, född den 7 november 1776 i Sala, den 21 juli 1846 i Stockholm, var en svensk rättslärd.
Pehr Staaff var sonsons son till Erik Staaff, samt son till bergshauptman vid Sala silvergruva Per Staaff och Kristina Elisabet Stockenström. 
Staaff blev efter att ha avlagt kansliexamen i Uppsala 1794 extraordinarie kanslist i inrikes civilexpeditionen, och antogs 1795 till auskultant och e.o. notarie i Svea hovrätt. Året därefter, då han befordrades till kopist i civilexpeditionen, ingick han vid rådhus- och kämnärsrätten i Stockholm. 
Staaff började samtidigt åta sig enskilda juridiska uppdrag, och fortsatte sedan att som sakförare och juridiskt ombud biträda rättssökande ur alla samhällsklasser, och fick anseende som en av Sveriges skickligaste jurister på sin tid. Efter att ha blivit befordrad till notarie vid Stockholms stads magistrat 1800, blev han 180 adjungerad ledamot av rådhusrätten samt fick 1810 advokatfiskals namn, heder och värdighet med tur och befordringsrätt. 
Vid lagkommitténs organisation 1811 förordnades han till en av dess ledamöter och fortsatte på denna befattning till 1832, då kommittén efter avslutat arbete upplöstes. Han var nära vän och meningsfrände med J.G. Richert, och gav denne sitt kraftiga stöd i arbetet för en tidsenlig lagreform. 1839 insattes han som ledamot i rikets allmänna ärendens beredning, sedan han fyra år tidigare undanbett sig detta uppdrag.
Han var gift med Magdalena Öhman, och far till Pehr, Albert och Ferdinand Nathanael Staaff.